# Seconde guerre des Boers
Pour les articles homonymes, voir Guerre des Boers.
Batailles
Raid Jameson (décembre 1895 - janvier 1896)
- Doornkop

Front ouest (octobre 1899 - juin 1900)
- Kraaipan
- Belmont
- Graspan
- Modder River
- Stormberg
- Magersfontein
- Kimberley
- Paardeberg
- Poplar Grove
- Driefontein
- Sand River
- Mafeking
- Doornkop
- Biddulphsberg
- Lindley
- Diamond Hill

Front est (octobre 1899 - août 1900)
- Talana Hill
- Elandslaagte
- Rietfontein
- Bataille de Ladysmith
- Colenso
- Spion Kop
- Vaal Krantz
- Siège de Ladysmith
- Libération de Ladysmith
- Bergendal

Raids et guérillas (mars 1900 - mai 1902)
- Sanna's Post
- Mostertshoek
- Jammerbergdrift
- Roodewal
- Bothaville
- Leliefontein
- Nooitgedacht
- Vlakfontein
- Groenkloof
- Elands River
- Bloedrivier Poort
- Bakenlaagte
- Groenkop
- Tweebosch
- Rooiwal

La seconde guerre des Boers (en anglais : Second Boer War ; en afrikaans : Tweede Vryheidsoorlog), généralement désignée comme la guerre des Boers ou encore la guerre d'Afrique du Sud (en dehors de l'Afrique du Sud), la seconde guerre anglo-boer (chez de nombreux Sud-Africains) et en afrikaans Boereoorlog ou Tweede Vryheidsoorlog (deuxième guerre de Libération), désigne le second conflit intervenu en Afrique du Sud du 11 octobre 1899 au 31 mai 1902, entre les Britanniques et les habitants des deux principales républiques boers indépendantes. Elle fait suite à la première guerre des Boers.
À la fin de ce deuxième conflit, les deux républiques boers, l'État libre d'Orange et la république sud-africaine du Transvaal, perdent leur indépendance et sont intégrées à l'Empire britannique. Cependant, d'importantes concessions sont accordées aux deux républiques.
Les Boers sont les descendants des premiers colons d'origines néerlandaise, allemande et française, arrivés en Afrique du Sud aux XVIIe et XVIIIe siècles. Le terme de Boer (paysan ou fermier en néerlandais), qui désigne principalement les habitants des républiques boers, laisse, au XXe siècle, la place à celui d'Afrikaner pour désigner l'ensemble de cette nation blanche d'Afrique du Sud.

## Causes de la seconde guerre des Boers
Des gisements d'or sont progressivement découverts dans les montagnes à l'est du Transvaal, à Pilgrim's Rest (1873), Lydenburg (1873) et dans les environs de Barberton (à partir de 1881), qui attirent rapidement divers aventuriers originaires des colonies britanniques environnantes[Lesquelles ?].
Les Britanniques tentent une première fois de s'approprier le Transvaal en 1880 lors de la première guerre des Boers, mais y renoncent à la suite du désastre de Majuba.
En 1887, des prospecteurs découvrent le plus important gisement d'or au monde, situé dans le Witwatersrand (« barrière de l'eau blanche »), une arête montagneuse qui s'étend de 100 kilomètres à l'est jusqu'à 50 kilomètres au sud de Prétoria. En réponse aux perspectives de profit que tous envisageaient à la suite d'une telle découverte, le président du Transvaal Paul Kruger fait cette remarque prémonitoire : « Au lieu de vous réjouir, vous feriez mieux de pleurer, car cet or imbibera notre pays de sang. »

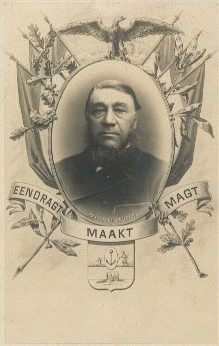
Paul Kruger.

Avec ces découvertes majeures d'or au Transvaal, des milliers de colons britanniques arrivent de la colonie du Cap. Johannesburg devint une ville champignon pratiquement du jour au lendemain, au fur et à mesure de l'installation des uitlanders (mot néerlandais signifiant étranger, désignant les Britanniques venant s'installer dans le Transvaal), près des mines. Les uitlanders dépassent rapidement en nombre les Boers sur le gisement[Lequel ?], bien que restant une minorité dans le Transvaal lui-même. Les Boers, agacés par la présence des uitlanders, leur refusent le droit de vote et taxent lourdement l'industrie aurifère. En réponse, les uitlanders exercent une pression sur les autorités britanniques, en vue d'obtenir le renversement du gouvernement boer. En 1895, Cecil Rhodes appuie une tentative de coup d'État par une action militaire (le raid Jameson) qui échoue à la suite de la bataille de Doornkop.
Le plan de Rhodes consistait à simuler une révolte des uitlanders, qui se jugeraient mis à l'écart des affaires politiques par les Boers[pas clair]. Les Britanniques interviennent alors pour éviter une guerre civile et en profitent pour placer les territoires boers sous leur autorité. L'échec de cette tentative de gagner des droits pour les citoyens britanniques est utilisé pour justifier une opération militaire majeure à partir du Cap, d'autant que le chemin de fer envisagé par Rhodes entre Le Cap et Le Caire doit nécessairement traverser le territoire des Boers. Plusieurs autres dirigeants coloniaux britanniques se prononcent en faveur de l'annexion des républiques boers. On retrouve parmi ces dirigeants le gouverneur de la colonie du Cap, Sir Alfred Milner, le ministre des Colonies Joseph Chamberlain et les dirigeants d'associations de prospecteurs (les gold bugs) tels qu'Alfred Beit, Barney Barnato et Lionel Phillips (en). Mais Kruger est au courant du complot[Lequel ?] et mobilise ses kommandos. Rhodes décide alors de mettre fin à son projet mais Jameson le maintient malgré le désaccord de son commandant et est encerclé le 1er janvier 1896 à Krugersdorp. Sûrs que les Boers seraient rapidement vaincus, ils[Qui ?] tentèrent de précipiter la guerre.
Le meurtre de l'uitlander Tom Edgar en décembre 1898 par un des membres de la police du Transvaal à la suite d'une bagarre est monté en épingle et débouche finalement sur des pétitions demandant l'intervention de la Grande-Bretagne pour protéger les Britanniques présents au Transvaal. Le président Marthinus Steyn de l'État libre d'Orange invite Alfred Milner et Kruger à une conférence à Bloemfontein, qui débute le 30 mai 1899. Les négociations sont rapidement interrompues. Kruger déclare notamment au cours de cette conférence aux Britanniques : « C'est notre pays que vous voulez. » En septembre 1899, Joseph Chamberlain envoie un ultimatum exigeant la complète égalité de droits pour les citoyens britanniques résidant au Transvaal. Les conditions demandées par les Britanniques se révèlent inacceptables pour les Boers, les uitlanders étant en nombre tel au Transvaal que le droit de vote donné à ces personnes aurait menacé à terme l'existence même de la nation boer.
Le 9 octobre 1899, Kruger lance son propre ultimatum avant même d'avoir reçu celui de Chamberlain. Il donne 48 heures aux Britanniques pour évacuer leurs troupes des frontières du Transvaal ou la guerre leur serait déclarée en accord avec leur allié, l'État libre d'Orange.

## La première phase: l'offensive des Boers (octobre 1899àjanvier 1900)

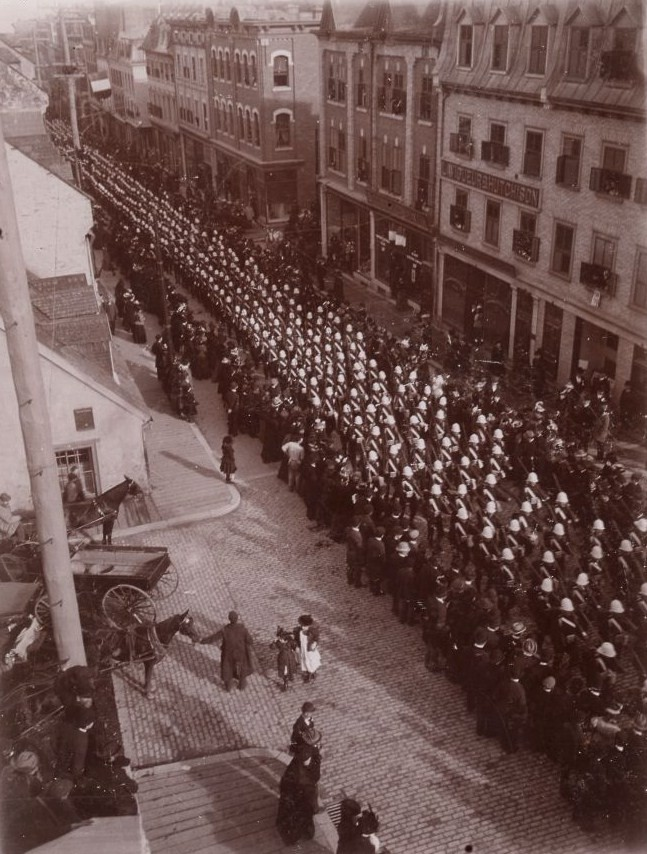
Contingent canadien défilant à Québec en 1899 avant de partir à la guerre.

La guerre est déclarée le 11 octobre 1899 et les Boers attaquent les premiers en envahissant la colonie du Cap et la colonie du Natal entre octobre 1899 et janvier 1900. À l'ouest, dans la colonie du Cap, la première confrontation intervient le 12 octobre à Kraaipan, remportée par les Boers sur la route de Kimberley. La première bataille au Natal se tient à Talana Hill le 20 octobre et se conclut par une victoire illusoire des Britanniques. Il s'ensuit quelques succès militaires des Boers contre le général Redvers Buller.
Les Britanniques, croyant mettre fin à cette guerre rapidement, se laissent surprendre par les premières attaques boers. Trop peu nombreux, trop isolés et mal commandés, ils trouvent face à eux d'excellents cavaliers qui connaissent parfaitement le terrain et font régulièrement preuve d'imagination et d'innovations tactiques. De plus, les Boers sont aidés par l'Allemagne de Guillaume II, qui les soutient et leur a fourni des armes. Ils assiégèrent ainsi les villes de Dundee, Ladysmith, Mafeking (défendue par des troupes sous les ordres de Robert Baden-Powell) et Kimberley.

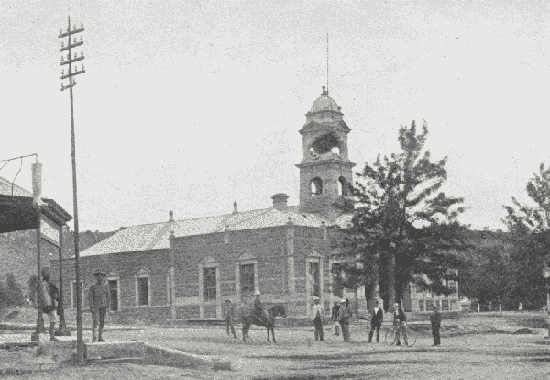
Hôtel de ville de Ladysmith en 1900 durant le siège de la ville.

Les sièges causent d'importantes pertes humaines parmi les défenseurs et les civils dans les villes de Mafeking, Ladysmith et Kimberley quand la nourriture commence à se faire rare après quelques semaines. À Mafeking, Sol Plaatje écrit : « J'ai vu de la viande de cheval pour la première fois traitée comme de la nourriture. »
Les villes assiégées subissent également des tirs d'artillerie nourris, rendant les rues dangereuses à traverser. À la fin du siège de Kimberley, supposant une intensification des bombardements, une annonce encourage la population à se réfugier dans les mines pour se protéger. La population panique et les gens s'engouffrent pendant 12 heures dans les mines. Les bombardements n'eurent jamais lieu, ce qui ne réduisit en rien la détresse éprouvée par les civils.
Sur le front est, après avoir mis le siège autour de Dundee puis Ladysmith, Louis Botha et Piet Joubert décident d'un raid vers le sud, qui est mené du 9 au 30 novembre. Divers engagements sont menés, dont le principal fut la bataille de Willow Grange (af) le 21. Ils capturent notamment le jeune Winston Churchill au cours d'une attaque de train le 15 novembre. Mais ils décident finalement de reprendre leurs positions plutôt que de continuer jusqu'à Durban. Une grave chute de cheval de Joubert précipite sa décision de retraite, le commandement du front étant désormais dévolu à Botha.

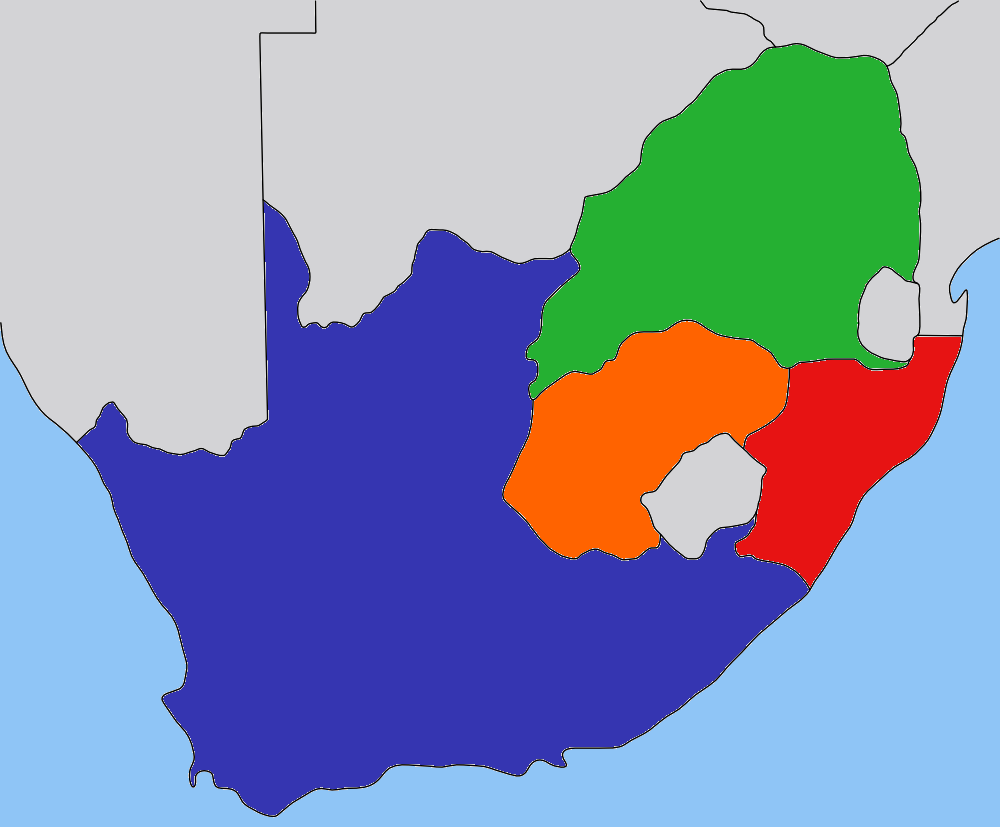
La carte politique de la région au début de la guerre : la République sud-africaine du Transvaal (vert), l'État libre d'Orange (orange), la colonie du Cap (bleu), et le Natal (rouge).

À la mi-décembre, au cours d'une période connue sous le nom de Semaine noire, du 10 au 15 décembre 1899, les Britanniques subissent de nombreuses pertes à Magersfontein, Stormberg et Colenso.
À Magersfontein, le commandant boer Koos de la Rey élabore un plan pour creuser des tranchées devant une colline et non pas dessus, pour à la fois tromper les Britanniques et donner à ses hommes un meilleur angle de tir. Son plan fonctionne parfaitement et ils défont les Britanniques, arrivés de nuit, qui perdent près de 1 000 hommes sur le terrain.

## La deuxième phase: l'offensive britannique (janvier 1900àseptembre 1900)

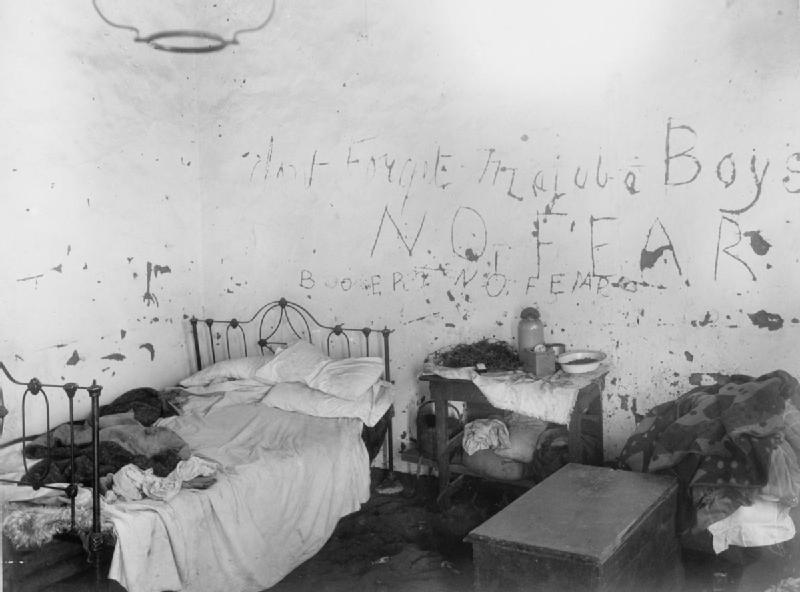
Graffitis dans une ruine reconquise lors de l'offensive britannique : « Don't forget Majuba, Boys » (« N'oubliez pas Majuba, les gars ») par les Boers, « No fear, Boojers, no fear » (« Pas peur, les p'tits Boers, pas peur ») par les Britanniques.

Après encore une nouvelle défaite dans leur tentative de briser le siège de Ladysmith lors de la bataille de Spion Kop, les troupes britanniques, commandées par Lord Roberts, ne reprirent l'initiative qu'avec l'arrivée de renforts le 4 février 1900. Ces hommes provenaient pour la plupart d'un régiment de soldats volontaires financé par la ville de Londres (City Imperial Volunteers (en)). En effet, les échos de la guerre étaient retentissants dans la capitale britannique, où il y avait un engouement de la population, qui se sentait très concernée. Le siège de Ladysmith fut finalement levé le 28 février.
Georges de Villebois-Mareuil rejoignit les Boers au Transvaal et commanda la légion des étrangers qui participa à la guerre contre les Britanniques. Il fut nommé général par le président Paul Kruger en mars 1900, mais dès le 5 avril 1900 à Boshof, dans l'État libre d'Orange, le petit détachement qu'il commandait fut encerclé et exterminé par les Britanniques.

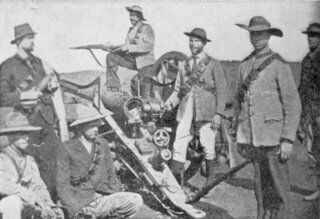
Boers en campagne.

Sur le front ouest, après la levée du siège de Kimberley qui fut à l'origine de célébrations au Royaume-Uni qui débouchèrent sur des émeutes, les Britanniques parvinrent à forcer la reddition du Général Piet Cronjé et de 4 000 de ses combattants après la bataille de Paardeberg le 27 février et à affaiblir le reste des troupes boers. Ils avancèrent alors au cœur des deux républiques, prenant la capitale de l'État libre d'Orange (Bloemfontein) le 13 mars et la capitale du Transvaal (Prétoria) le 5 juin. Johannesburg fut prise le 31 mai, le commandant boer Fritz Krause ayant négocié le départ de ses troupes contre la remise intacte des mines d'or à Lord Roberts. Le siège de Mafeking fut levé le 17 mai. L'essentiel de l'armée orangiste (commandée par le général Marthinus Prinsloo) se rendit cependant vers la fin juillet, piégée aux environs de Brandriver Basin aux confins de l'État libre d'Orange, du Transvaal et du Basutoland. Christiaan de Wet parvint malgré tout à rejoindre le Transvaal avec 2 000 hommes et 400 chariots. Ils parvinrent à échapper aux 2 500 hommes de Lord Kitchener à leur poursuite au début d'août dans les environs de Prétoria en abandonnant prisonniers et chariots.
De nombreux observateurs britanniques pensaient la guerre terminée après la capture des deux capitales. Mais dès le 17 mars, les Boers se réunirent en krygsraad (« conseil de guerre ») en une nouvelle capitale orangiste (Kroonstad) et Christiaan de Wet proposa une stratégie inédite de guérilla à Piet Joubert :
- laisser un congé aux hommes des kommandos jusqu'au 25 mars. Tous ne reviendraient pas, mais bien les plus motivés, ce qui permettrait de disposer d'une force d'élite ;
- accroître la mobilité des armées en abandonnant les chariots ;
- étant donné la grande supériorité numérique des Britanniques, abandonner les batailles régulières pour des raids, ainsi qu'il en avait été pour les 180 chariots capturés à Waterval Drift le 15 février en marge de la bataille de Paardeberg.

Cette stratégie fut acceptée par les généraux boers, mais Joubert s'étonna du « congé » donné aux combattants boers : « Vous m'expliquez que vous allez donner un coup de main aux Anglais en envoyant vos hommes en vacances ? » « Je ne peux attraper un lièvre, Général, avec des chiens fatigués », lui répondit De Wet. Piet Joubert mourut 10 jours plus tard et Botha prit le commandement militaire du Transvaal.
La première attaque de ce type eut lieu à Sanna's Post le 31 mars, peu après la prise de Bloemfontein, avec pour objectif l'approvisionnement en eau de la ville occupée et en proie à une épidémie de fièvre typhoïde. La dernière bataille régulière se tint en revanche à Bergendal le 27 août face à la dernière grande armée boer, sous les ordres de Louis Botha.

## La troisième phase: la guerre de guérilla (septembre 1900àmai 1902)

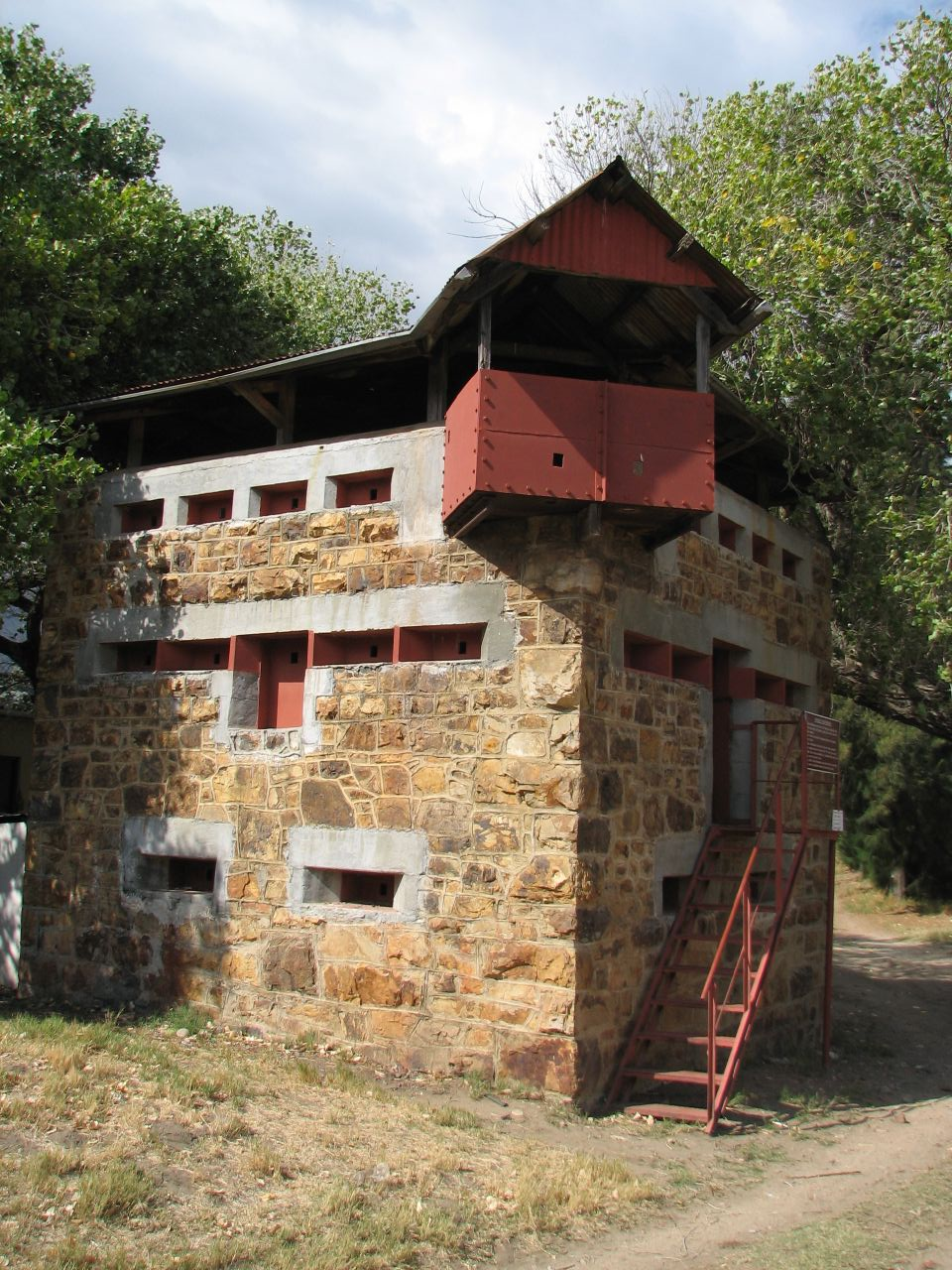
Un blockhaus près de Wolseley en Afrique du Sud. Ces constructions avaient pour vocation la surveillance des voies de communication contre les raids boers.

La guérilla boer commença à attaquer les chemins de fer et les lignes télégraphiques de l'armée britannique. Leur nouvelle tactique changea la physionomie de la guerre et rendit les formations militaires britanniques traditionnelles inefficaces.
Le nouveau dirigeant de l'armée britannique, Lord Kitchener, réagit en construisant des postes fortifiés, des petites constructions de pierre entourées de fils barbelés, afin de protéger les voies de chemin de fer. Puis il décida d'étendre ce dispositif afin de tisser une toile à travers le veld pour réduire les mouvements des groupes de guérilla en de petites zones où ils pouvaient être battus. Des fils de fer barbelés étaient tirés jusqu'au poste fortifié suivant, distant d'environ 1 000 verges. Ces clôtures étaient agrémentées de cloches, de boîtes de conserve et d'autres matériaux bruyants, et parfois de fusils chargés en direction des fils pour servir d'alarme.
Entre janvier 1901 et la fin de la guerre, environ 8 000 postes fortifiés composaient cette toile de près de 6 000 kilomètres. Chaque poste fortifié était tenu par un sous-officier et six autres soldats, avec un lieutenant commandant trois ou quatre postes fortifiés. Les Britanniques avaient environ 450 000 hommes (Britanniques et troupes coloniales) stationnés dans la région.
Les postes fortifiés permirent en effet de réduire les mouvements des guérillas, mais ne pouvaient à eux seuls les battre. Kitchener forma de nouveaux régiments de troupes irrégulières de cavalerie légère, y compris des carabiniers Bushveldt, qui parcoururent les territoires contrôlés par les Boers, traquant les groupes de combattants.

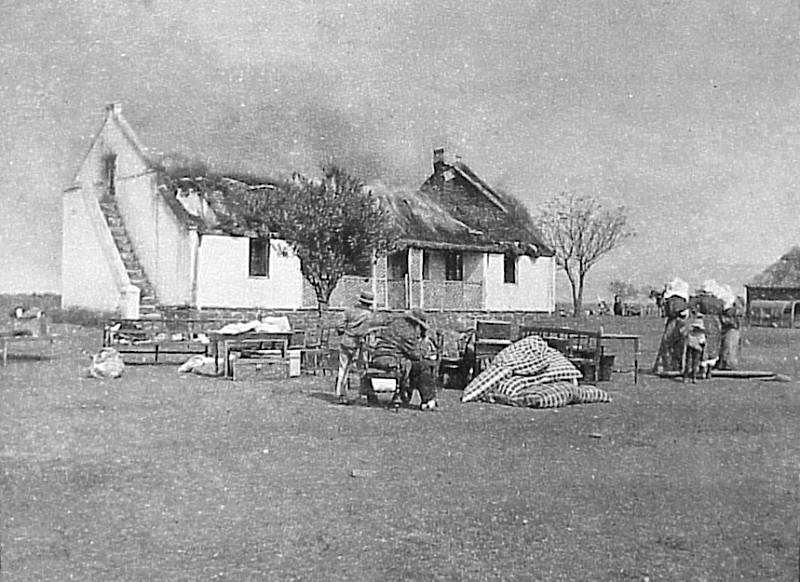
La politique de terre brûlée pratiquée contre les fermes des Boers par les soldats britanniques.

En mars 1901, les Britanniques adoptèrent une stratégie systématique de la terre brûlée, initiée un an plus tôt sur le front ouest (Buller y était alors opposé), et se mirent à vider les campagnes de tout ce qui pouvait être utile aux guérillas boers. Ils firent saisir les réserves de vivres, brûler les récoltes et les fermes et évacuèrent les familles qui vivaient là vers des camps de concentration. Mais dès octobre 1900, les généraux boers s'étaient retrouvés à Cypherfontein (à mi-chemin entre Mafeking et Prétoria) et décidèrent de raids dans la colonie du Cap dont les Britanniques ne pourraient brûler fermes et récoltes. Ils pensaient pouvoir susciter de nouvelles rébellions, telle celle déclenchée à Prieska, les campagnes de la colonie du Cap étant majoritairement peuplées d'Afrikaners. Attaquer les mines des environs de Johannesburg fut également envisagé.
La stratégie britannique mena à la destruction d'environ 30 000 fermes et d'une quarantaine de petites villes[réf. nécessaire]. En tout, 116 572 Boers furent envoyés dans des camps, soit à peu près un quart de la population, auxquels s'ajoutaient encore quelque 114 000 Africains noirs[réf. nécessaire].
Ces nouvelles tactiques de combat brisèrent rapidement le moral et les lignes de ravitaillement des combattants boers. En décembre 1901, de nombreux camps furent vidés et nombre de libérés rejoignirent deux nouveaux régiments combattant aux côtés des Britanniques : les Transvaal National Scouts (Éclaireurs nationaux du Transvaal) et les Orange River Volunteers (Volontaires de la rivière Orange) pour aider à mettre fin à la guerre. Piet de Wet (af) notamment (le frère de Christiaan) combattit au sein des Transvaal National Scouts durant les derniers mois de la guerre. Certains, tels que Fritz Joubert Duquesne, profitèrent aussi de ces recrutements pour continuer le combat en tant qu'espions.
Les lignes de barbelés furent achevées le 8 février 1902, mais elle n'empêchèrent notamment pas de dernières défaites, telle celle de la bataille de Groenkloof, et certains dirigeants boers, tel Christiaan de Wet, demeurèrent insaisissables.

### Transvaal occidental

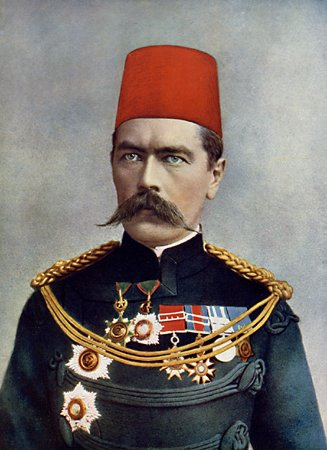
Horatio Herbert Kitchener.

Les commandos boers du Transvaal occidental furent particulièrement actifs après septembre 1901. Plusieurs batailles importantes se tinrent entre septembre 1901 et mars 1902. À Moedwil le 30 septembre, et également à Driefontein le 24 octobre, les forces du Général Koos de la Rey attaquèrent les Britanniques mais durent se retirer devant la résistance britannique.
S'ensuivit une période relativement calme dans le Transvaal occidental. La bataille d'importance suivante dans la région se déroula en février 1902. Le 25 février, Koos de la Rey attaqua une colonne britannique commandée par le lieutenant-colonel S. B. von Donop à Ysterspruit près de Wolmaransstad (en). Koos de la Rey réussit à capturer de nombreux hommes ainsi que des stocks de munitions. L'attaque boer força Lord Methuen, le second du commandant en chef Lord Kitchener, à déplacer ses forces de Vryburg jusqu'à Klerksdorp pour affronter Koos de la Rey. Le matin du 7 mars 1902, les Boers attaquèrent l'arrière-garde de la colonne de Methuen à Tweebosch. La confusion gagna les Britanniques et Methuen fut blessé et capturé par les Boers.
Les victoires boers dans la région conduisirent à un renforcement des forces britanniques. À la mi-mars, Ian Hamilton arriva avec des forces considérables. L'opportunité recherchée par les Britanniques arriva le 11 avril au cours de la bataille de Rooiwal, lorsqu'un commando dirigé par le général Kemp et le commandant Potgieter attaquèrent une force britannique supérieure en nombre dirigée par Kekewich. Les soldats britanniques étaient bien positionnés à flanc d'une colline, et infligèrent de solides pertes à une charge des Boers montés sur leurs chevaux. Ce fut la fin de la guerre dans le Transvaal occidental et la dernière bataille majeure de la guerre.

### Transvaal oriental

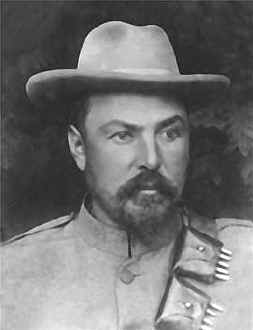
Louis Botha.

Deux forces boers étaient actives dans cette région montagneuse : celle de Louis Botha au sud-est et celle de Ben Viljoen (en) au nord-est dans les environs de Lydenburg (et notamment Pilgrim's Rest). Les forces de Botha furent les plus dynamiques, attaquant les chemins de fer et les convois britanniques d'approvisionnement, et montèrent même une nouvelle invasion du Natal en septembre 1901. Après avoir battu l'infanterie britannique au cours de la bataille de Bloedrivier Poort près de Dundee, Botha dut se retirer, les fortes pluies rendant les mouvements difficiles et affaiblissant les chevaux. De retour au Transvaal aux environs de Vryheid, Botha attaqua une force britannique à Bakenlaagte en charge montée. Une des meilleures unités britanniques fut détruite à cette occasion, ce qui fit de Botha la cible numéro un des colonnes britanniques, toujours plus nombreuses et utilisant de nombreux éclaireurs. Botha dut abandonner le Haut Veld et se retira vers une enclave proche de la frontière du Swaziland.
Au nord, Ben Viljoen était moins actif. Il lança comparativement moins d'attaques, et finit par se retrouver confiné dans les environs de Lydenburg. Il fut finalement capturé par les Britanniques.

### État libre d'Orange

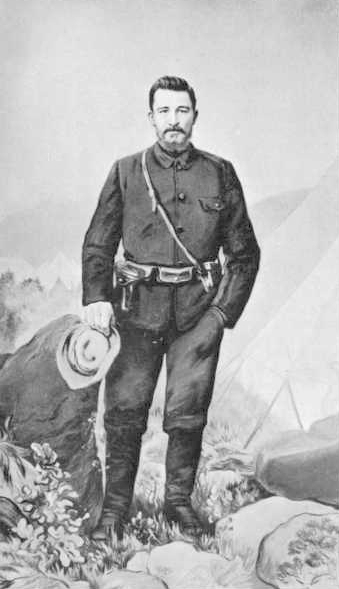
Christiaan de Wet fut considéré comme le meilleur dirigeant des guérillas boers. Il parvint à de nombreuses occasions à échapper aux pièges tendus par les Britanniques et participa aux négociations menant à la fin de la guerre.

Alors que les Britanniques avaient occupé Prétoria, les combattants boers de l'État libre d'Orange se retirèrent vers le nord-est de la République dans une zone fertile connue sous le nom de Brandwater Basin. Ceci leur offrit un sanctuaire temporaire, car les Britanniques s'emparèrent rapidement du col de montagne qui donnait accès à la région, piégeant ainsi les Boers. Une armée menée par le général Archibald Hunter, venu de Bloemfontein, obtint la reddition des forces boers fin juillet 1900. Les meilleurs combattants boers, menés par Christiaan de Wet, en compagnie du Président Steyn, parvinrent cependant à s'échapper. Ceux qui restèrent piégés se rendirent dans la confusion. 4 500 hommes se livrèrent progressivement aux Britanniques, qui s'emparèrent ainsi d'importants équipements. Mais cette prise eut peu de conséquences, et les combattants boers les meilleurs et les plus déterminés restaient libres.
Depuis le Basin, De Wet se dirigea vers l'ouest. Pourchassé par les colonnes britanniques, il parvint à passer la rivière Vaal et pénétra dans le Transvaal occidental, pour permettre à Steyn de rencontrer les autres dirigeants boers du Transvaal. De retour dans l'État libre d'Orange, De Wet organisa une série d'attaques victorieuses dans l'Ouest de la République, mais subit une défaite importante à Bothaville en novembre 1900. De nombreux Boers qui étaient revenus dans leur ferme, avec une éventuelle allégeance formelle aux Britanniques, retournèrent parfois au combat. Fin janvier 1901, De Wet lança une nouvelle invasion de la colonie du Cap. Cette tentative fut peu fructueuse, car les combattants boers ne parvinrent pas à soulever une rébellion parmi la population boer locale, et furent pourchassés incessamment par les Britanniques sous des conditions météorologiques épouvantables, et avec peu d'équipement. Ils s'échappèrent finalement en traversant la rivière Orange.
Dès lors et jusqu'à la fin de la guerre, De Wet fut relativement peu actif, notamment parce que la politique de la terre brûlée menée par les Britanniques limitait leurs mouvements. Fin 1901, De Wet parvint à isoler un détachement britannique à Groenkop, leur infligeant une solide défaite. Ceci décida Kitchener à lancer la première poursuite nouveau modèle contre lui. De Wet parvint à s'échapper mais perdit 300 hommes : ce fut une lourde perte, mais les tentatives suivantes de le piéger dans le système de lignes de blockhaus furent maladroitement menées et il réussit chaque fois à s'échapper.

### Colonie du Cap

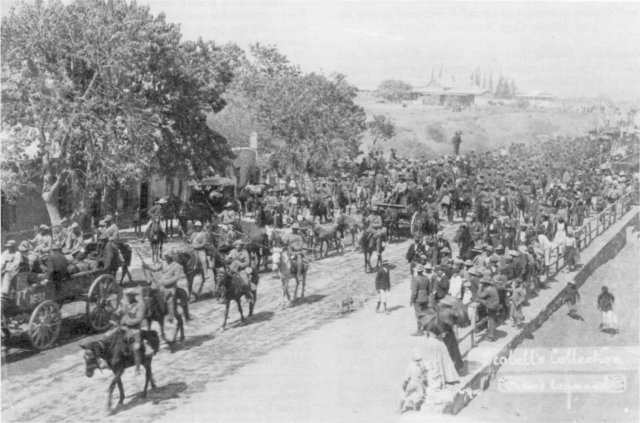
Arrivée à Graaff-Reinet de Lötter après sa capture.

Dans certaines parties de la colonie du Cap, en particulier la région des Midlands à l'est où les Boers formaient la majorité de la population, les Britanniques avaient toujours craint une rébellion d'importance. Une telle rébellion ne se produisit pas, même dans les premiers jours de la guerre lorsque des kommandos traversèrent le fleuve Orange. Les stratégies prudentes des vieux généraux boers de l'État libre d'Orange décourageaient les initiatives des colons boers en ce sens. Il y eut cependant toujours une sympathie pro-boer.
Après son échappée en traversant la rivière Orange en mars 1901, De Wet avait laissé des forces sous le commandement des rebelles du Cap de Kritzinger (af) et Scheepers (af) pour maintenir une campagne de guérilla dans les Midlands. Cette campagne fut l'une des moins chevaleresques de la guerre, avec des intimidations de part et d'autre envers les sympathisants civils respectifs. Au cours de l'une des nombreuses escarmouches, le petit kommando du commandant Lötter (af) fut pris en chasse par une force britannique largement supérieure en nombre, et anéanti lors de la bataille de Groenkloof. Plusieurs rebelles capturés, dont Scheepers lui-même (à ce moment atteint d'une crise d'appendicite) et Lötter, furent exécutés pour trahison ou crimes dont le meurtre de prisonniers ou de civils désarmés. Certaines exécutions se déroulèrent en public, pour servir d'exemple. Comme la colonie du Cap faisait partie du territoire de l'Empire, il fut interdit aux armées britanniques de brûler les fermes et de déporter les populations dans des camps de concentration.
De nouvelles troupes boers sous commandement de Jan Christiaan Smuts, rejointes par les rebelles survivants de Kritzinger, lancèrent une nouvelle attaque sur la colonie en septembre 1901. Elles furent harcelées par les colonnes britanniques, mais parvinrent finalement à leur échapper lors de la bataille d'Elands River où elles s'emparèrent d'équipement britannique. Jusqu'à la fin de la guerre, Smuts augmenta ses effectifs qui totalisèrent jusqu'à 3 000 hommes. Cependant, il n'y eut pas de soulèvement général dans la colonie, et la situation n'évolua pas en faveur des insurgés.

## L'intervention du Canada

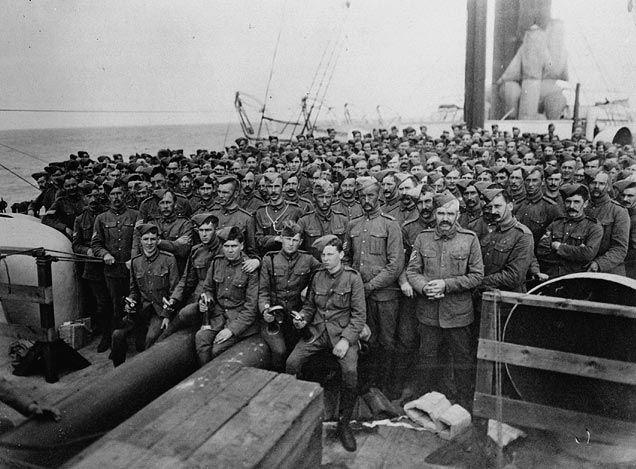
Lord Strathcona's Horse.

Au cours de la guerre, les colons firent appel aux forces de l'Empire britannique, et le Canada fut alors sollicité. 7 000  à   8 000 hommes et 16 infirmières participèrent au conflit. 244 morts furent enregistrés. Cette guerre fut un événement de première importance pour les Canadiens.
Cette guerre fut l'occasion pour le premier ministre Wilfrid Laurier de prouver sa fidélité aux Britanniques. Bien que les élites et la presse canadiennes-françaises s'y opposassent fermement au départ, ils se rangèrent néanmoins derrière le Laurier. En invoquant la justesse de la cause sur le plan des droits humains fondamentaux, en promettant de n'envoyer que des volontaires et en assurant que la participation du Canada à cette guerre ne constituait pas un précédent pour sa participation à des guerres ultérieures, Laurier réussit à rallier la majeure partie de la population francophone, opposée à la guerre et sympathique à la cause de la population boer.

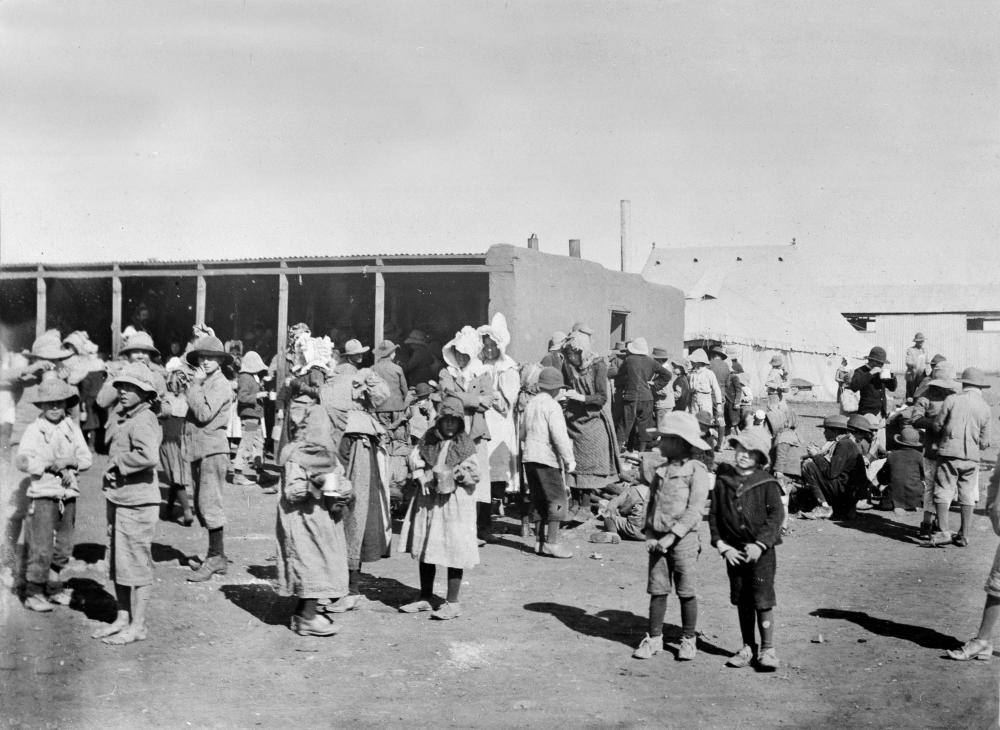
Camp de concentration boer vers 1900.

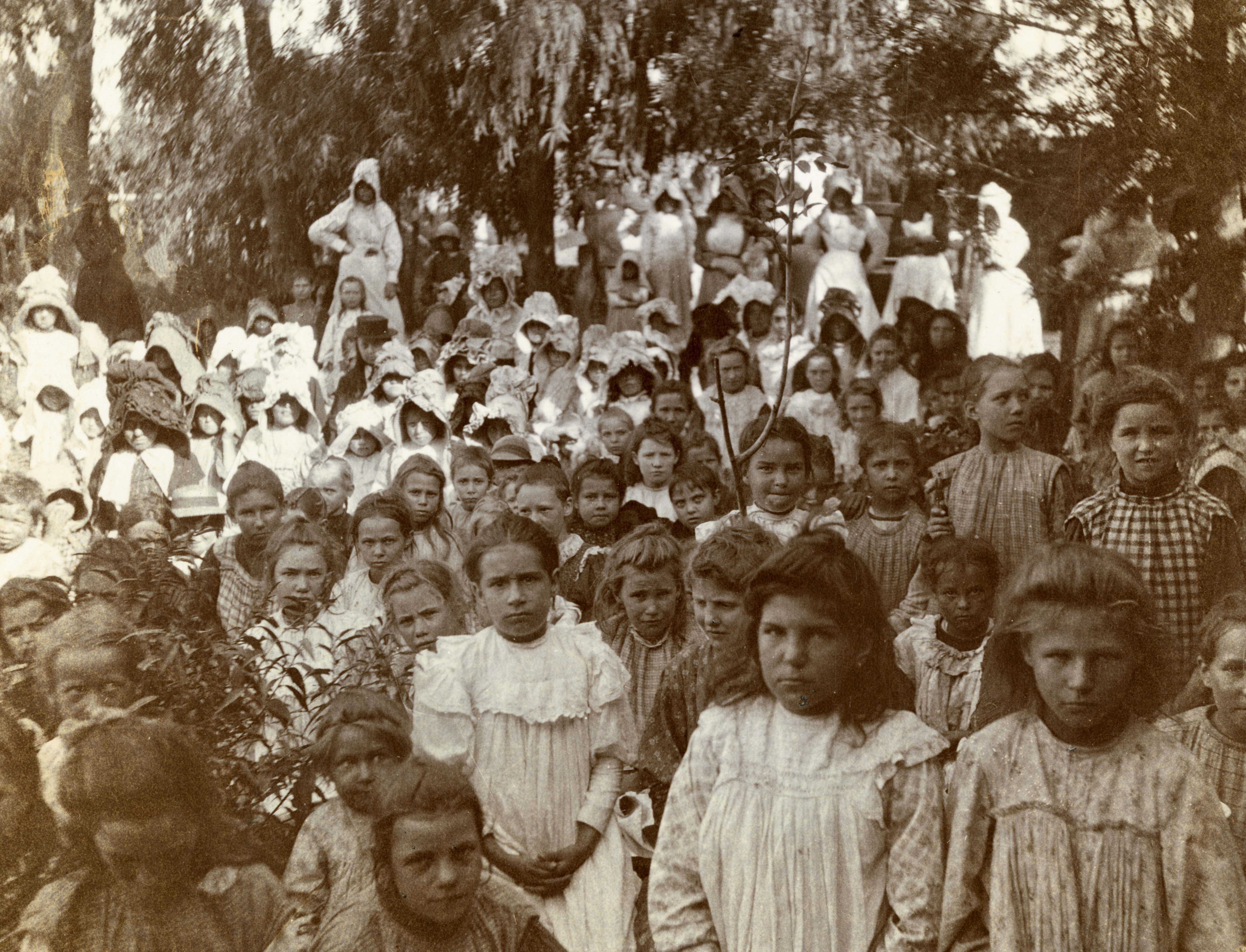
Femmes et enfants boers internés dans le camp de concentration de Nylstroom, c. 1901.

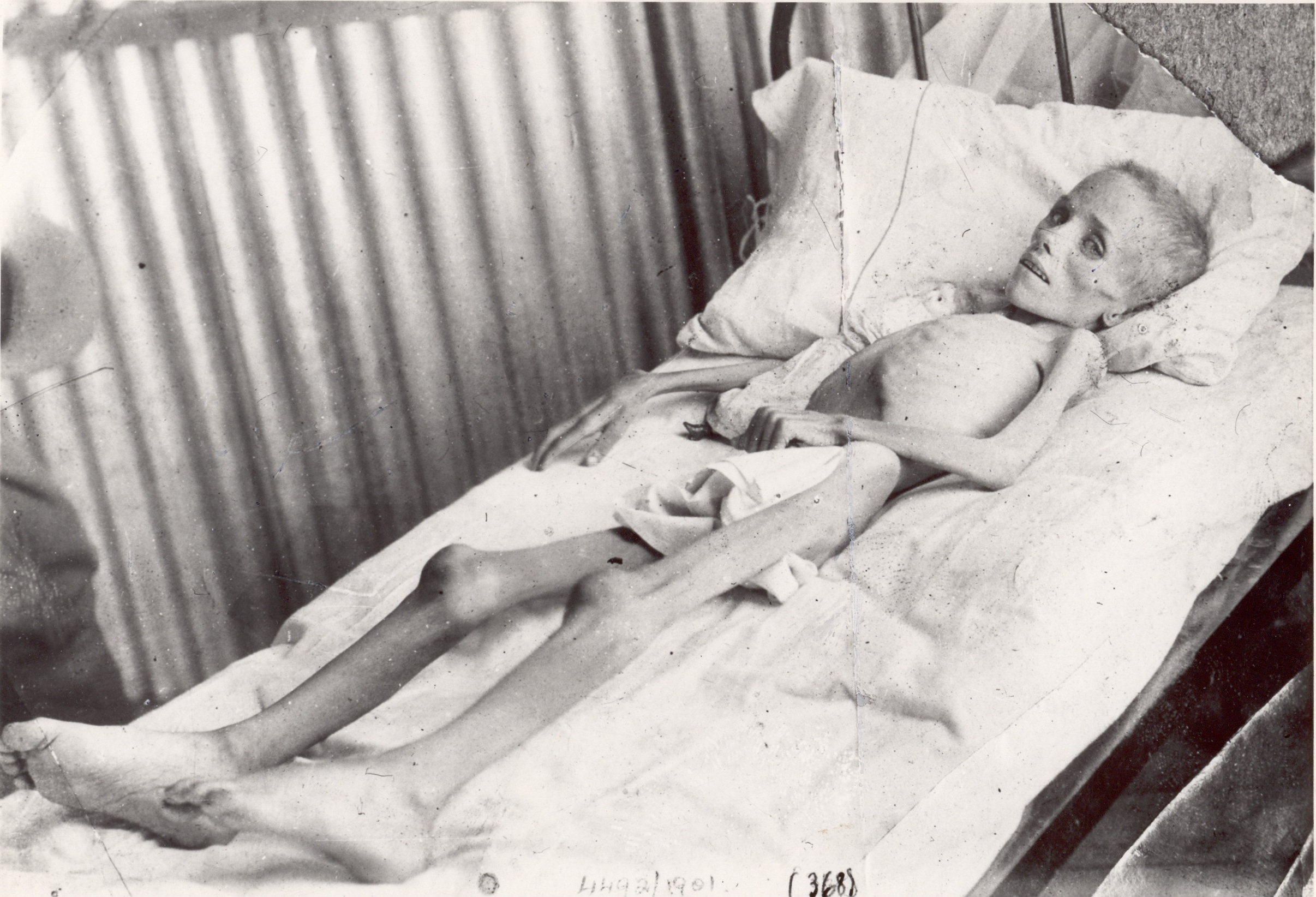
Lizzie van Zyl, enfant boer internée et morte dans le camp de concentration de Bloemfontein.

Certaines élites, dont des dirigeants politiques, militaires, religieux, économiques et intellectuels du Québec, l'appuyèrent même vigoureusement. Bien que l'opposition d'Henri Bourassa demeure le plus célèbre signe d'opposition à Laurier et à la guerre (quoique seulement 10 Canadiens français sur 70 soutinssent sa proposition voulant que ce soit le Parlement canadien qui décide désormais des futures interventions militaires du Canada)[réf. souhaitée], une analyse de la presse canadienne-française de l'époque fait état d'une acceptation étonnante de la décision d'Ottawa à l'automne 1899 : au total, de septembre à décembre 1899, la presse publia 35 articles favorables aux Britanniques, contre 7 défavorables.
Les Canadiens français qui étaient défavorables à l'intervention britannique évoquaient la similarité de l'histoire des Boers et celle des Canadiens français et de leur appartenance à une seule et même race en opposition aux populations noires et autochtones sud-africaines qu'ils ont souvent qualifiées de « sauvages », de « nègres », de « cafres », d'« animaux » ou de « classe de subordonnés »,,.
Par contre, devant les attaques répétées des Jingos canadiens-anglais, qui qualifiaient de trahison la relative indifférence des Canadiens français pour cette guerre lointaine, l'appui de ces derniers pour la guerre diminua substantiellement, et on a aujourd'hui davantage le souvenir de l'opposition des Canadiens français à la guerre en oubliant le fait qu'ils s'étaient majoritairement rangés derrière la décision de Laurier.

## Les camps de concentration
À l'origine, les camps de concentration étaient destinés à interner les familles boers dont les fermes avaient été détruites lors de l'application de la « politique de la terre brûlée » menée par les troupes britanniques. Il y eut au total 45 camps de tentes construits pour enfermer ces civils ainsi que 64 autres pour les Noirs (garçons de fermes, bergers, etc.) qui avaient vécu auprès des Boers.
Les camps de Boers abritaient essentiellement des personnes âgées, des femmes et des enfants pour un total d'environ 120 000 personnes ; 25 630 d'entre eux furent déportés à l'étranger.

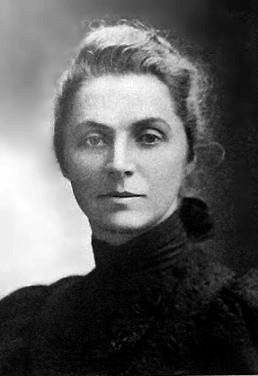
Emily Hobhouse.

Melrose House à Prétoria où fut signé le traité de Vereeniging.

Les conditions de vie dans ces camps étaient particulièrement insalubres et les rations alimentaires réduites. Les épouses et les enfants de soldats combattants se voyaient imposés d'encore plus faibles rations. Le régime alimentaire pauvre et le manque d'hygiène furent à l'origine de l'apparition de maladies contagieuses telles la rougeole, la fièvre typhoïde et la dysenterie. Combinée avec des manques en matériel et en fournitures médicales, la situation provoqua de nombreux décès — un rapport postérieur à la guerre estima à 27 927 le nombre de Boers morts (parmi lesquels 22 074 enfants de moins de 16 ans) et 14 154 Noirs, morts de famine, de maladies et d'exposition au soleil. En tout, environ 25 % des Boers et 12 % des Noirs moururent (des recherches récentes suggèrent une sous-estimation des pertes africaines, qui monteraient en fait à environ 20 000 victimes). Après avoir été forcés d'évacuer les territoires boers, les Noirs ne furent pas considérés comme hostiles aux Britanniques et servirent de main-d'œuvre salariée. Des camps de détentions furent également installés aux Bermudes, en Inde, à Sainte-Hélène et à Ceylan.
Emily Hobhouse, une Britannique à la direction de la branche féminine de la Commission de conciliation sud-africaine, créée afin de venir en aide aux femmes et aux enfants victimes du conflit, fit beaucoup pour améliorer les conditions de vie des détenus après avoir visité des camps dans l'État libre d'Orange. Son rapport de quinze pages suscita l'indignation et conduisit à l'envoi d'une commission gouvernementale (la commission Fawcett) qui visita les camps d'août à décembre 1901 et confirma les faits mentionnés dans le rapport. La commission fut extrêmement critique à l'égard des camps et formula de nombreuses recommandations telles que l'amélioration du régime alimentaire et des équipements médicaux.
En février 1902, le taux de mortalité annuel tomba de 6,9 % à 2 %.

## La fin de la guerre

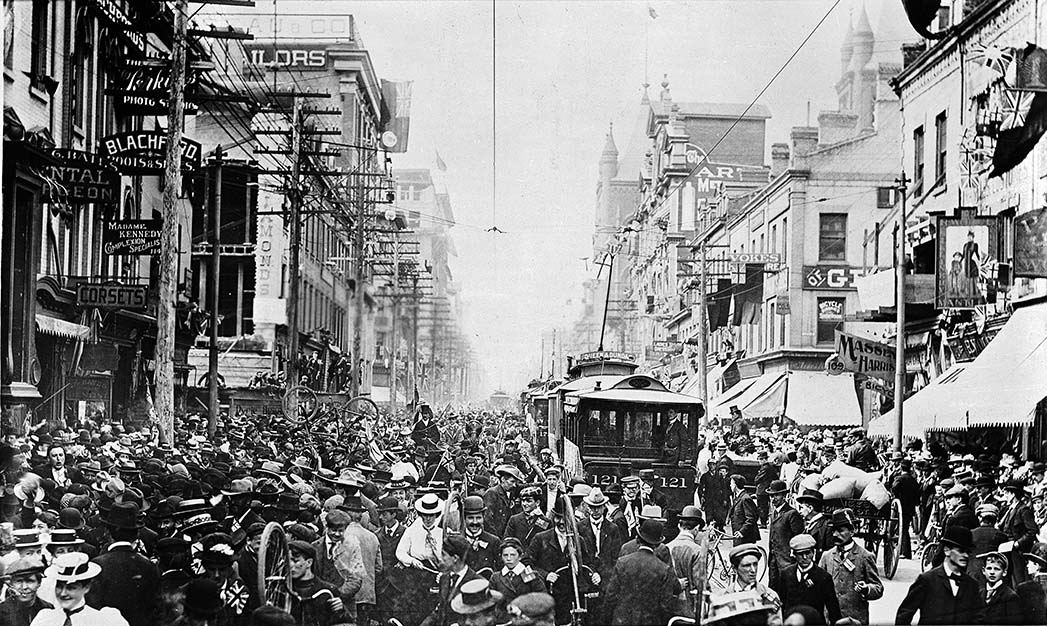
Pretoria Day, Yonge Street Toronto. Célébration de la fin de la guerre des Boers.

Au total, la guerre coûta environ 75 000 vies — 22 000 soldats britanniques (7 792 au cours d'affrontements, 14 000 de maladies dont 8 000 de typhoïde, 5 774 de blessures et d'accidents), 4 000 soldats boers, 20 000 à 28 000 civils boers et sans doute 20 000 Noirs.[réf. nécessaire]
Les derniers Boers se rendirent en mai 1902 et la guerre se termina officiellement avec le traité de Vereeniging le même mois. Au prix de lourdes pertes et d'un effort de guerre important, les Britanniques sortirent victorieux du conflit. En effet, le traité avalisait la fin de l'existence du Transvaal et de l'État libre d'Orange en tant que républiques boers et les plaçait sous contrôle de l'Empire britannique. Toutefois, les deux anciennes républiques convinrent de se soumettre à la souveraineté britannique uniquement sous conditions. La plus notable fut l'instauration d'un gouvernement civil et d'une représentation au Transvaal et dans l'État libre d'Orange, avec à terme une autogouvernance (qui sera effective en 1906 pour le Transvaal et en 1907 pour l'État libre d'Orange). Les Britanniques durent en outre verser la somme de 3 millions de livres sterling aux Boers à titre de compensation.
Les Boers évoquent cette guerre sous le terme de Guerre de la liberté (en afrikaans : Vryheidsoorlog).
Une enquête du Comité de la détérioration physique sur la petite taille des conscrits (due à la sous-alimentation des enfants issus de la classe ouvrière et à leur travail dans les usines) exprima des inquiétudes sur la capacité future de la Grande-Bretagne à entreprendre des guerres. Le gouvernement libéral réagit en introduisant des repas gratuits dans les écoles, la première initiative allant dans le sens de ce qui sera plus tard appelé « protection sociale ».

## Chronologie
- Juin 1899 : échec de la conférence de Bloemfontein entre Alfred Milner (haut-commissaire de la colonie du Cap), Paul Kruger (président de la République sud-africaine du Transvaal), et Marthinus Steyn, (président de l'État libre d'Orange).
- 9 octobre 1899 : envoi de l'ultimatum des Boers aux Britanniques.
- 11 octobre 1899 : la guerre anglo-boer est déclarée.
- 20 octobre 1899 : bataille de Talana Hill.
- 21 octobre 1899 : bataille d'Elandslaagte.
- 20 octobre 1899 : bataille de Rietfontein.
- 2 novembre 1899 : début du siège de Ladysmith.
- 15 novembre 1899 : Winston Churchill, correspondant de guerre pour le Daily Telegraph, est fait prisonnier par les Boers du raid Joubert-Botha après que le train blindé dans lequel il voyageait eut déraillé près de Colenso (af). Son évasion de Prétoria lui valut de faire ensuite la une des journaux britanniques.
- 21 novembre 1899 : bataille de Willow Grange (af) au cours du raid Joubert-Botha.
- 23 novembre 1899 : bataille de Belmont (1899).
- 25 novembre 1899 : bataille de Graspan.
- 28 novembre 1899 : bataille de Modder River.
- 10-15 décembre 1899 : semaine dite « noire » pour les Britanniques.
  - 10 décembre : bataille de Stormberg.
  - 11 décembre : bataille de Magersfontein.
  - 15 décembre : bataille de Colenso.
- 6 janvier 1900 : bataille de Ladysmith.
- 24 janvier 1900 : bataille de Spion Kop.
- Février-mars 1900 : « mois noir » pour les Boers.
- 5-7 février 1900 : bataille de Vaal Krantz.
- 11-12 février 1900 : bataille de Worcester Hill.
- 27 février 1900 : bataille de Paardeberg et reddition de Piet Cronje avec 4 000 hommes.
- 28 février 1900 : libération de Ladysmith.

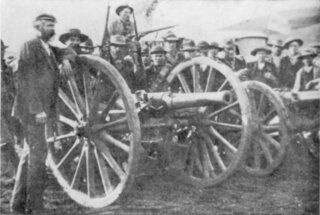
Commandos boers armés de canons britanniques.

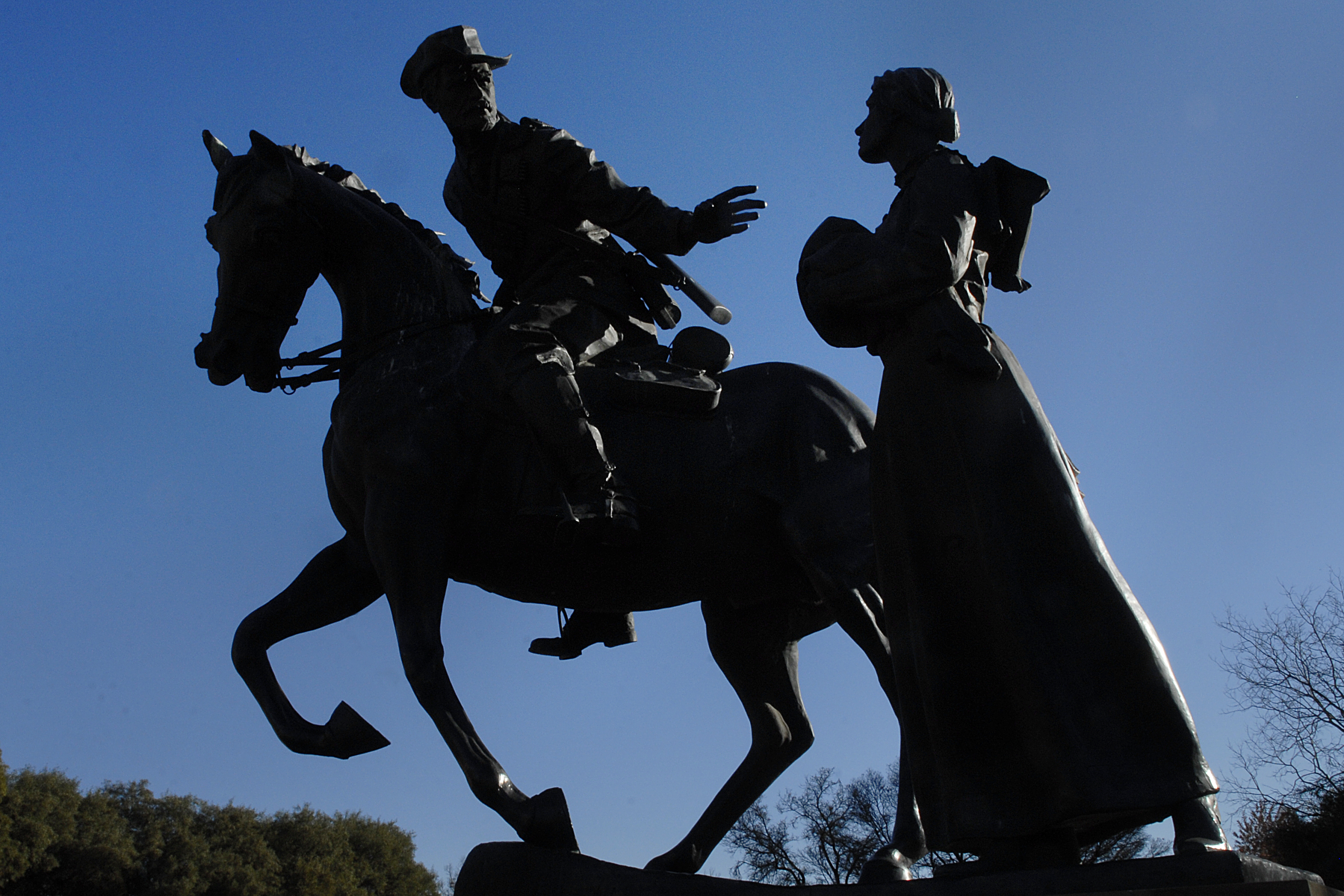
L'adieu des femmes à leurs maris partis combattre les Britanniques (seconde guerre des Boers) — statue de Danie de Jager située au « Anglo-Boer War Museum » à Bloemfontein.

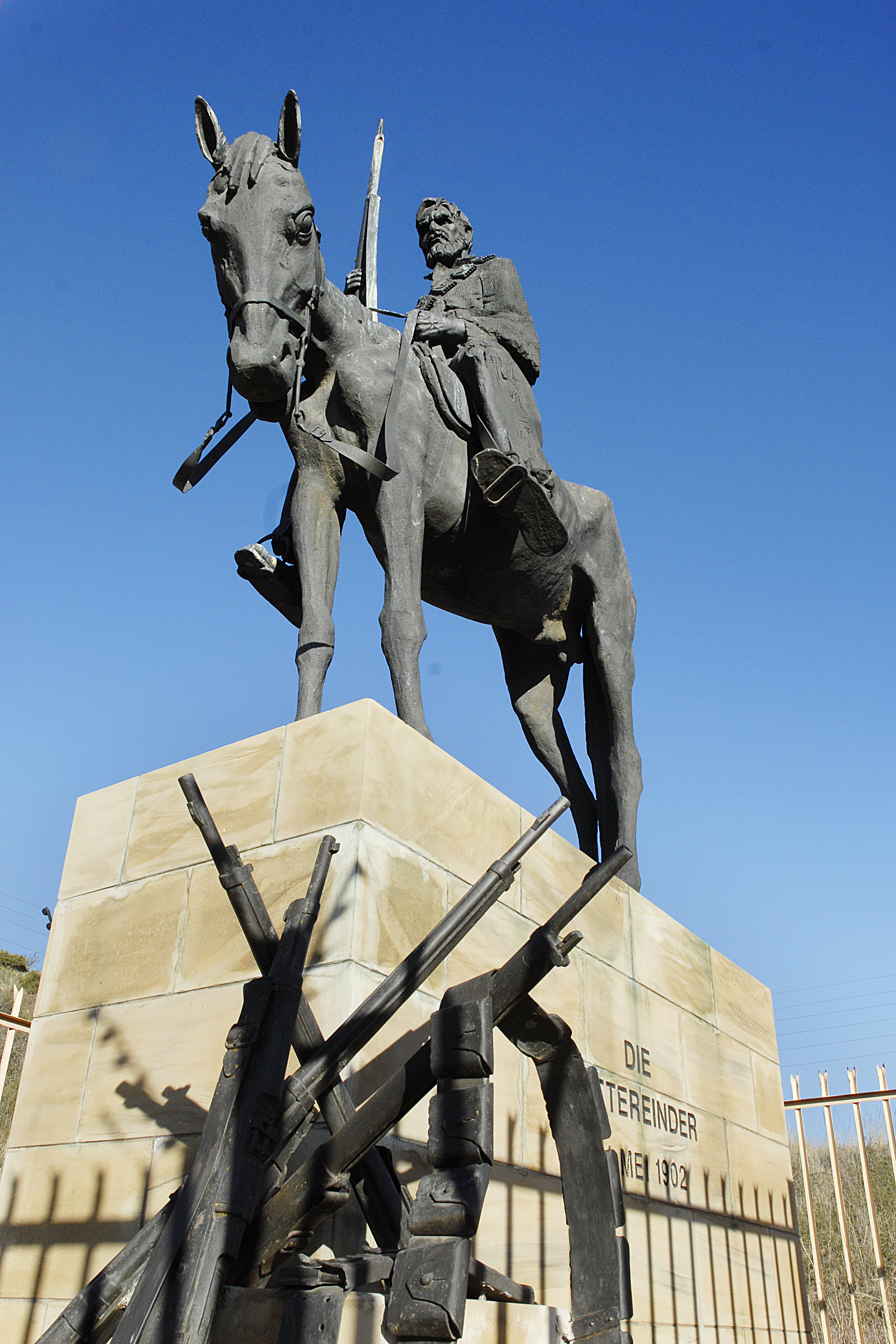
La statue équestre du combattant jusqu'au-boutiste (« Die Bittereinder »).

- 5 mars 1900 : demande de paix refusée pas Salisbury.
- 7 mars 1900 : bataille de Poplar Grove.
- 10 mars 1900 : bataille de Driefontein.
- 13 mars 1900 : prise de Bloemfontein par les Anglais, capitale de l'État libre d'Orange.
- 17 mars 1900 : Kriegsraad des généraux Boers à Kroonstad.
- 27 mars 1900 : mort naturelle de Piet Joubert, qui avait participé au Kriegsraad 10 jours plus tôt. Louis Botha prend sa succession à la tête des armées du Transvaal.
- 31 mars 1900 : bataille de Sanna's Post, première bataille de la stratégie boer de guérilla.
- 3 avril 1900 : Lord Roberts encercle le Transvaal.
- 3-4 avril 1900 : bataille de Mostertshoek (ou bataille de Reddersburg).
- 5 avril 1900 : combat de Boshof, mort du colonel Georges de Villebois-Mareuil.
- 9 au 25 avril 1900 : siège de Jammerbergdrif (ou siège de Wepener).
- 5 au 6 mai 1900 : bataille de Wet River.
- 10 mai 1900 : bataille de Sand River.
- 15 mai 1900 : Buller chasse les Boers du Biggarsberg.
- 28 mai 1900 : l'État libre d'Orange est annexé à la couronne britannique sous le nom de colonie de la rivière Orange. Le haut commissaire au Cap, Alfred Milner, en devient le gouverneur.
- 29 mai 1900 : bataille de Biddulphsberg.
- 31 mai 1900 : prise de Johannesburg ; bataille de Lindley.
- 5 juin 1900 : prise de Prétoria et annexion du Transvaal.
- 12 juin 1900 : bataille de Diamond Hill.
- 15 juin 1900 : Buller pénètre au Transvaal en passant Majuba Hill et Laing's Nek.
- 4 juillet 1900 : les armées britanniques du front est et du front ouest entrent en contact.
- 7 juillet 1900 : Roberts et Buller se rencontrent pour la première fois à Prétoria.
- 27 août 1900 : bataille de Bergendal, dernière bataille régulière de la guerre.
- 25 octobre 1900 : proclamation de l'annexion du Transvaal.
- 7 novembre 1900 : bataille de Leliefontein.
- 29 novembre 1900 : départ de Roberts, Lord Kitchener est nommé commandant en chef, ouverture des camps d'internement pour les civils boers.
- 22 janvier 1901 : mort de la Reine Victoria. Édouard VII lui succède.
- 17 septembre 1901 : bataille d'Elands River.
- 25 décembre 1901 : bataille de Groenkop.
- 7 mars 1902 : bataille de Tweebosch.
- 11 avril 1902 : bataille de Rooiwal.
- 31 mai 1902 : signature du traité de Vereeniging.
- 6 décembre 1906 : le libéral Henry Campbell-Bannerman devient Premier ministre de Grande-Bretagne. Il adopte une politique plus souple envers les Boers et autorise des élections et la formation d'un gouvernement autonome au Transvaal dirigé par Louis Botha.
- 1907 : la colonie de la rivière Orange obtient à son tour son autonomie et forme son premier gouvernement sous l'autorité d'Abraham Fischer.
- 31 mai 1910 : fondation de l'Union d'Afrique du Sud, un dominion réunissant le Transvaal, la colonie de la rivière Orange, le Natal et la colonie du Cap. Louis Botha en sera le Premier ministre. Tous les Premiers ministres de l'Afrique du Sud jusqu'à la fin de l'apartheid seront des Afrikaners, qui seront toujours plus nombreux que les Anglo-sud-africains.

## Dans la culture
(août 2025).

### Littérature
- Stuart Cloete, Les haillons de la gloire (Rags of glory), Broché, 1966,
- Wilbur Smith, Coups de tonnerre, Presses de la Cité, 2001, (ISBN 9782258056398).
- Karel Schoeman, Des voix parmi les ombres, Libretto, 2014, (ISBN 9782752905239).

L'écrivain britannique Rudyard Kipling image les pensées répétitives d'un fantassin de l'armée britannique marchant en Afrique du Sud pendant la Seconde guerre des Boers dans son poème Boots publié en 1903.

### Cinéma
- Sarie Marais, court-métrage sud-africain (1931) de Joseph Albrecht
- Strangers at Sunrise (en) (1969), film de Percival Rubens avec George Montgomery et Deana Martin
- Pour tout l'or du Transvaal : série télévisée française (1979) ayant pour cadre la seconde guerre des Boers,
- Héros ou Salopards, film australien (1980) de Bruce Beresford avec Edward Woodward, Jack Thompson et Bryan Brown

### Musique
- Transvaal, mon pays, tu es partout en feu...
- Sarie Marais